# Chepo (Herrera)
Chepo es un corregimiento del distrito de Las Minas en la provincia de Herrera, República de Panamá. La población tiene 1.415 habitantes (2010).